# Filippo Tommaso Marinetti
Filippo Tommaso Marinetti (Alejandría, Egipto, 22 de diciembre de 1876-Bellagio, Como, 2 de diciembre de 1944) fue un poeta, escritor, ideólogo fascista, dramaturgo y editor italiano del siglo XX. Conocido por ser el fundador del movimiento futurista, la primera vanguardia italiana del novecento y que sirvió como base para el fascismo de Mussolini.
Provenía de la comunidad artística y literaria utópica y simbolista Abbaye de Créteil, de la que formó parte entre 1907 y 1908. Tanto como poeta como político e ideólogo, estuvo fuertemente influido por Friedrich Nietzsche, Sorel, Giuseppe Mazzini y por el poeta Gabriele D'Annunzio, siendo el autor del Manifiesto futurista, escrito y publicado en 1909, y también del Manifiesto Fascista, escrito y publicado en 1919. 
Considerado como el padre del fascismo italiano, trabajó estrechamente con Mussolini e inspiró notablemente a este último. En 1942 luchó en territorio soviético como parte de una fuerza expedicionaria italiana, siendo herido en Stalingrado. Falleció en diciembre de 1944 a la edad de 67 años a consecuencia de un paro cardíaco. Su poema más famoso es «Las 5 estrellas».

## Biografía

### Infancia y adolescencia
Emilio Angelo Carlo Marinetti (que aparece en otros documentos como "Filippo Achille Emilio") nació en Alejandría, Egipto, de la unión de Enrico Marinetti y Amalia Grolli. Su padre era un abogado civilista originario de Voghera que había sido transferido a Egipto para trabajar en las oficinas comerciales de la Compañía del Canal de Suez. Estas actividades le dieron a la familia un patrimonio considerable que ayudaría a Filippo Tommaso en su futura actividad artística, cultural y empresarial.
Es difícil reconstruir los primeros años de vida de Marinetti, sus escritos autobiográficos son a menudo mitologizados y de poca confianza. Se sabe por seguro que, en 1888, ingresó en el colegio St. François-Xavier en Alejandría, dirigido por jesuitas franceses.
Su amor por la literatura se encuentra presente desde sus años en el colegio: a los 17 años fundó su primera revista escolástica bajo el seudónimo de Héspero, Papyrus, demostrando su gran capacidad de organización cultural; los jesuitas lo expulsaron del colegio en 1893 al introducir en la escuela las escandalosas novelas románticas de Émile Zola. Fue enviado por su familia a graduarse en París, donde terminó el bachillerato en 1894. Se trasladó con el resto de su familia que había regresado a Milán y comenzó sus estudios de derecho en la Universidad de Milán junto a su hermano mayor Leone, la Universidad de Pavía y luego en la de Génova, donde se graduó el 17 de julio de 1899, con una tesis sobre "La corona en el sistema parlamentario", bajo el profesor Antonio Ponsiglioni.
La muerte de su hermano, fallecido en 1895 con apenas veintiún años, fue el primer gran trauma en la vida de Marinetti, quien tras graduarse decide abandonar el derecho y cumplir con su vocación literaria. A partir de ese momento no dejaría de escribir en múltiples campos de la literatura (poesía, teatro, narrativa, palabras en libertad). En 1902 sufrió otra pérdida familiar: su madre, Amalia Grolli, que desde niño lo había animado a practicar el arte de la poesía, falleció.

### Inicios en la poesía "liberty" en lengua francesa
A su vez, Marinetti había comenzado su vocación como escritor y poeta en la revista italiano-francesa l′Anthologie-Revue de France et d'Italie, impresa en Milán y editada por Éditions E. Sansot. Escribió múltiples libros de poesía en francés, en los que utiliza el verso libre, se encontraba fuertemente influenciado por Stéphane Mallarmè y, sobre todo, Gabriele D'Annunzio. Su relación con este último sería ambivalente, ya que el éxito de D'Annunzio eclipsaría al del más joven Marinetti. En 1898 Marinetti comenzó a publicar en varias revistas poemas de corte simbolista. Escribió también en francés la obra teatral Le roi Bombance.
Su poema Les vieux marins ('Los viejos marinos'), escrito en verso libre, ganó el concurso Samedis populaires y fue celebrado y divulgado por los poetas simbolistas Catulle Mendés y Gustave Kahn. También publicó un poema llamado La tour d'amour en la revista florentina Il Marzocco.

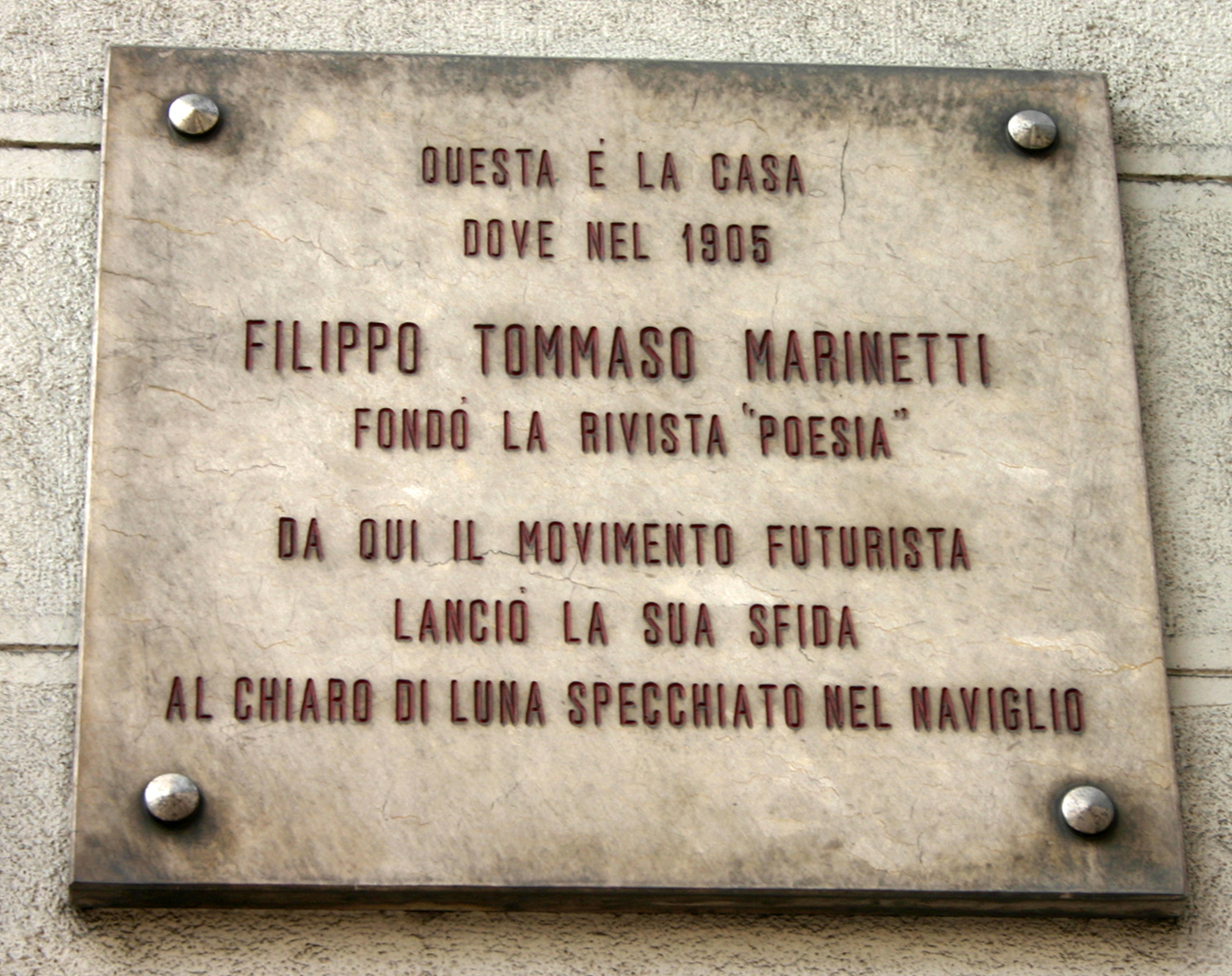
Placa que recuerda la casa milanesa en que Marinetti fundó la revista Poesia.

En 1905 fundó en Milán, en colaboración con el autor Sem Benelli, la revista Poesia. En una de sus primeras obras teatrales, Elettricità sessuale (1909), aparecieron los robots —obviamente, con otra denominación—, diez años antes de que el novelista checo Karel Čapek emplease la palabra «robot» para denominarlos (véase la etimología del término). Esta revista ayudaría también a hacer llegar a Italia las obras de algunos autores simbolistas (especialmente franceses y belgas) aún desconocidos.

### El nacimiento del Futurismo
Amante de los automóviles y la velocidad, en 1908 Marinetti fue ayudado a salir de un foso a las afueras de Milán después de un accidente vial: para evitar a dos ciclistas se había salido de la carretera con su automóvil, un Issota Fraschini. Este episodio le llevaría a redactar el Manifiesto del Futurismo, compuesto en ese mismo año. Al salir del foso, Marinetti se siente un hombre nuevo y, dispuesto a deshacerse del decadentismo y el estilo de la poesía liberty, dicta a sus compañeros un programa fuertemente revolucionario: «"Queremos destruir y quemar los museos, las bibliotecas, las academias variadas y combatir el moralismo, el feminismo y todas las demás cobardías oportunistas y utilitarias" o "Cantaremos a las grandes multitudes que el trabajo agita, por el placer o por la revuelta". »
En 1909, Marinetti envió el manifiesto a los principales periódicos italianos. Fue publicado primeramente por la Gazzetta dell'Emilia de Bolonia el 5 de febrero. Después lo publicó el periódico francés Le Figaro, confiriendo al manifiesto una importancia en toda Europa.
Desarrolló la literatura futurista en numerosos ensayos y poemas, como en su novela Mafarka il futurista (1910), que lo llevó a juicio por acusaciones de que el libro atentaba contra la moral de las cuales fue absuelto. Ese mismo año, Marinetti encontró aliados para su corriente futurista: tres jóvenes pintores (Umberto Boccioni, Carlo Carrà y Luigi Russolo) se unieron al movimiento. Junto a ellos (y otros poetas como Aldo Palazzeschi) Marinetti impulsa las "noches futuristas": representaciones teatrales en los que los futuristas armados con carteles proclaman sus ideas ante una multitud que, a menudo, acude únicamente para abuchearlos.
Como «jefe» del movimiento futurista intervino en numerosas obras, antologías, tomas de posición, etc. Hacia 1920, cuando el futurismo era ya un fenómeno del pasado y aparecían en Europa nuevos movimientos vanguardistas, Marinetti comenzó a mostrar simpatías por el fascismo.
Llegó a ser miembro de la Academia de Italia, fundada por los fascistas. Y fue considerado por un tiempo como el poeta oficial del régimen de Mussolini, al que fue fiel hasta los tiempos de la República de Saló. Murió el 2 de diciembre de 1944 de un ataque al corazón.